# NGC 923
NGC 923 est une galaxie spirale située dans la constellation d'Andromède. NGC 923 a été découverte par l'astronome irlando-danois John Dreyer en 1874.

## Caractéristiques
Sa vitesse par rapport au fond diffus cosmologique est de 5 442 ± 16 km/s, ce qui correspond à une distance de Hubble de 80,3 ± 5,6 Mpc (∼262 millions d'al).
À ce jour, trois mesures non basées sur le décalage vers le rouge (redshift) donnent une distance de 69,900 ± 2,751 Mpc (∼228 millions d'al), ce qui est à l'extérieur des valeurs de la distance de Hubble. Notons que c'est avec la valeur moyenne des mesures indépendantes, lorsqu'elles existent, que la base de données NASA/IPAC calcule le diamètre d'une galaxie et qu'en conséquence le diamètre de NGC 923 pourrait être d'environ 21,0 kpc (∼68 500 al) si on utilisait la distance de Hubble pour le calculer.
La classe de luminosité de NGC 923 est II et elle présente une large raie HI.